# Schwaller de Lubicz
René Adolphe Schwaller de Lubicz (Estrasburgo, 30 de dezembro de 1887 — Grasse, 7 de dezembro de 1961) foi um artista alsaciano, alquimista, egiptólogo, neopitagórico e filósofo. O seu trabalho abrangeu um espectro de actividade diversificado, desde a criação de vitrais alquimicamente coloridos até à arqueologia, arquitectura e análise simbólica dos templos egípcios.
René Schwaller pasou da sua juventude em Estrasburgo na Alsácia-Lorena  entre pintura, devaneios na floresta e experiências químicas no laboratório de seu pai. Dedicou-se durante trinta anos aos estudos do hermetismo, e quinze anos pesquisando sobre o Templo de Luxor do Antigo Egito.